# Сюзанна Мушатт Джонс
Сюзанна Мушатт Джонс (англ. Susannah Mushatt Jones; 6 липня 1899, округ Лаундс, Алабама, США — 12 травня 2016, Бруклін, Нью-Йорк, США) — афроамериканська довгожителька, після смерті Джераліен Теллі — найстаріша повністю верифікована мешканка США. На момент смерті була найстарішою живою верифікованою людиною в світі і останньою мешканкою США, що народилась в XIX столітті. Померла у віці 116 років, 311 днів.

## Біографія
Сюзанна Мушатт Джонс народилась 6 липня 1899 року в окрузі Лаундс (Алабама) в багатодітній сім'ї (11 дітей). В 1923 році вона переїхала в Нью-Йорк, де працювала нянькою, і за власні кошти перевезла туди всю свою сім'ю. В 1965 році вийшла на пенсію, але продовжувала вести активне життя.
Останні 28 років мешкала в будинку для людей похилого віку «Ванделія» в Брукліні.
В 2000 році вона осліпла і у неї почалися проблеми зі слухом. Вона пересувалася в інвалідному кріслі, але при цьому почувала себе добре.

## Особисте життя
В 1928 році вийшла заміж за Генрі Джонса. Проте їхній шлюб не був тривалим і незабаром вони розійшлися. Власних дітей не мала. У неї 100 племінників і племінниць.

## Цікаві факти
- 6 своїх племінників і племінниць за власні кошти відправила вчитись в коледж.
- Вона ніколи не вживала алкоголь і не палила.
- Родичі і друзі називали її «Міс Сьюзі».

## Рекорди довголіття
- 5 січня 2014 року Джонс увійшла в число шістдесяти найстаріших верифікованих людей, а також п'ятдесяти найстаріших верифікованих жінок в історії.
- 28 січня 2014 року Джонс увійшла в число п'ятдесяти найстаріших верифікованих людей в історії.
- 12 лютого 2014 року Джонс увійшла в число сорока найстаріших верифікованих жінок в історії.
- 15 березня 2014 року Джонс увійшла в число сорока найстаріших верифікованих людей в історії.
- 28 червня 2014 року Джонс увійшла в число тридцяти найстаріших верифікованих жінок в історії.
- 6 липня 2014 року Джонс стала 33-ю верифікованою людиною в світі, що досягла 115-річного віку.
- 25 липня 2014 року Джонс увійшла в число тридцяти найстаріших верифікованих людей в історії.
- 31 серпня 2014 року Джонс увійшла в число двадцяти п'яти найстаріших верифікованих жінок в історії.
- 22 жовтня 2014 року Джонс увійшла в число двадцяти п'яти найстаріших верифікованих людей в історії.
- 7 листопада 2014 року Джонс увійшла в число двадцяти найстаріших верифікованих жінок в історії.
- 11 грудня 2014 року Джонс увійшла в число двадцяти найстаріших верифікованих людей в історії.
- 11 лютого 2015 року Джонс увійшла в число п'ятнадцяти найстаріших верифікованих жінок в історії.
- 15 березня 2015 року Джонс увійшла в число п'ятнадцяти найстаріших верифікованих людей в історії.
- 17 червня 2015 року Джонс стала найстарішою нині живою людиною в світі.
- 6 липня 2015 року Джонс стала 13-ю людиною в світі, яка офіційно досягла 116-річного віку.
- З 14 жовтня 2015 року до 9 березня 2018 року Джонс входила в десятку найстаріших верифікованих людей в історії.
- З 8 квітня 2016 року Джонс була сьомою найстарішою верифікованою людиною в історії.